# Halina Auderska

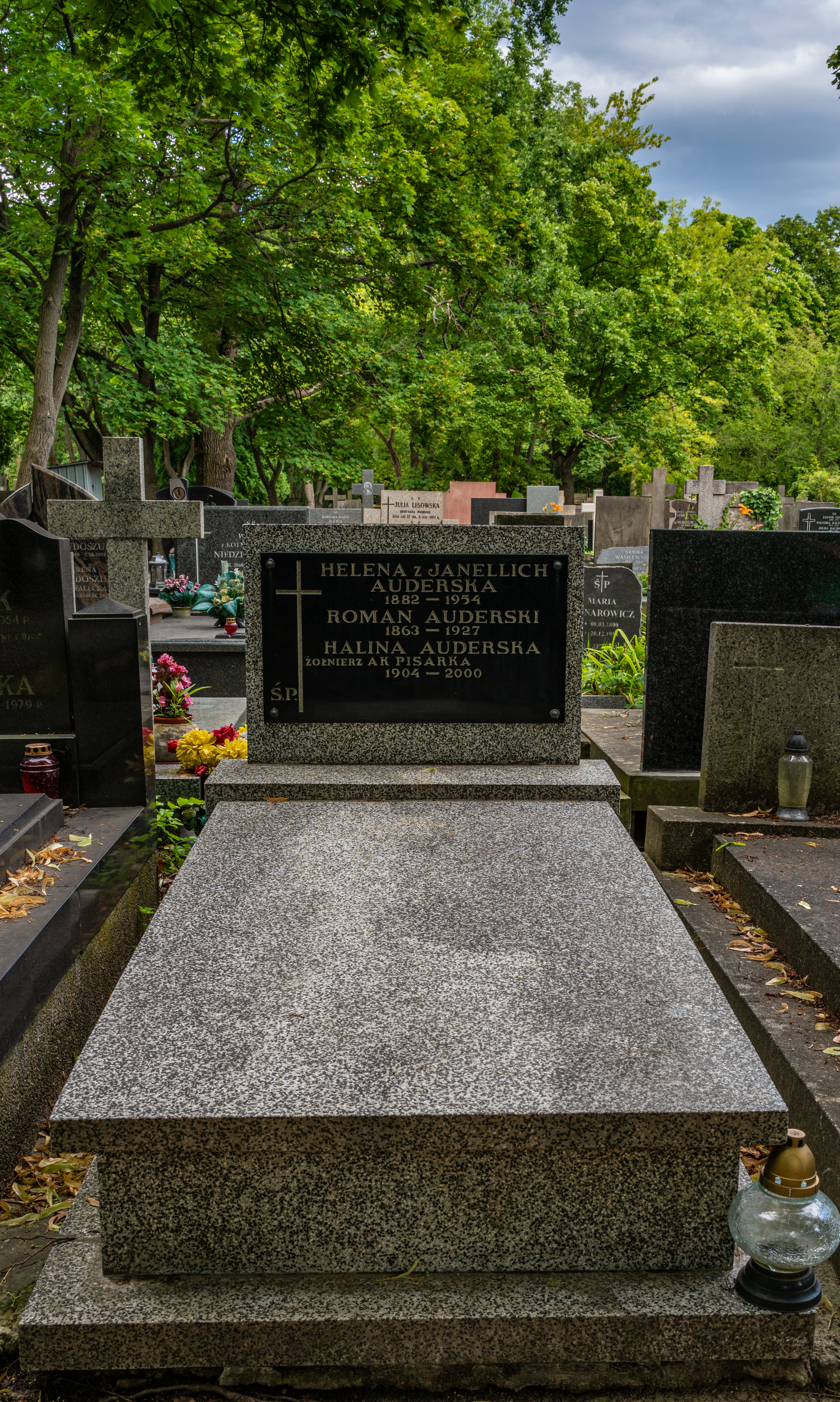
Grób Haliny Auderskiej na cmentarzu Powązkowskim

Halina Maria Auderska (ur. 20 czerwca?/3 lipca 1904 w Odessie, zm. 21 lutego 2000 w Warszawie) – polska autorka sztuk scenicznych, słuchowisk radiowych i scenariuszy filmowych, prozaiczka, leksykografka. Posłanka na Sejm PRL VIII i IX kadencji.

## Życiorys
Wnuczka zesłańca syberyjskiego, była córką Romana, inżyniera, i Heleny z domu Janelli. Początkowo odbierała wykształcenie domowe, następnie uczyła się w noszącym imię Aleksandra Jabłonowskiego polskim gimnazjum w Odessie. Ukończyła filologię polską na Uniwersytecie Warszawskim oraz studium pedagogiczne. W latach 1926–1939 pracowała jako nauczycielka szkół średnich.
Po wybuchu II wojny światowej w trakcie obrony stolicy pełniła służbę jako pielęgniarka w Szpitalu Ujazdowskim w Warszawie na oddziale VI (najciężej ranni, amputacje; wraz z nią pracowała tam Jadwiga Sosnkowska). Była sanitariuszką w Warszawie i żołnierzem ZWZ-AK ps. „Nowicka”. W okresie okupacji uczestniczyła również w tajnym nauczaniu. Uczestniczka powstania warszawskiego jako prasowy sprawozdawca wojenny.
Debiutowała w 1924 jako autorka słuchowisk radiowych. W 1935 wydała powieść Poczwarki Wielkiej Parady. Pamiętnik maturzystki. W latach 1946–1950 redaktor naczelna w wydawnictwie Trzaska, Evert i Michalski (TEiM). W latach 1956–1959 w zespole redakcyjnym miesięcznika Dialog jako sekretarz redakcji. W latach 1950–1969 zastępczyni redaktora naczelnego Słownika języka polskiego. W latach 1958–1979 współzałożycielka i długoletnia prezeska ITI. W 1964 podpisała list pisarzy polskich, protestujących przeciwko listowi 34, wyrażając protest przeciwko uprawianej na łamach prasy zachodniej oraz na falach dywersyjnej rozgłośni radiowej Wolnej Europy, zorganizowanej kampanii, oczerniającej Polskę Ludową.
W latach 1983–1986 była pierwszą prezeską Związku Literatów Polskich – organizacji powołanej przez władze komunistyczne w miejsce rozwiązanego przez nie wcześniej związku o tej samej nazwie (od 1986 prezeską honorową).
W latach 1981–1983 była członkinią prezydium Ogólnopolskiego Komitetu Frontu Jedności Narodu. Członkini prezydium Tymczasowej Rady Krajowej Patriotycznego Ruchu Odrodzenia Narodowego, następnie Rady Krajowej PRON. W 1983 wybrana w skład prezydium Krajowej Rady Towarzystwa Przyjaźni Polsko-Radzieckiej. Była członkinią Komitetu Wykonawczego Rady Krajowej PRON oraz członkinią Ogólnopolskiego Komitetu Pokoju. W latach 1980–1989 była bezpartyjną posłanką na Sejm.
Zmarła w Warszawie, pochowana na cmentarzu Powązkowskim (kwatera 103-6-2).

## Twórczość
- Książki
  - 1935: Poczwarki Wielkiej Parady ISBN 83-85560092
  - 1939: Połów. Sztuka w dwóch aktach[8]
  - 1952: Zbiegowie
  - 1954: Rzeczpospolita zapłaci
  - 1959: Zaczarowana zatoka
  - 1964: Awantura w Jaworowie
  - 1971: Jabłko granatu
  - 1973: Ptasi gościniec ISBN 83-11-07479-8
  - 1974: Babie lato ISBN 83-11-07479-8
  - 1977: Szmaragdowe oczy
  - 1977: Kwartet wokalny
  - 1980: Miecz Syreny
  - 1980: Zwyczajnie, człowiek ISBN 83-21201318
  - 1983: Smok w herbie. Królowa Bona
  - 1985: Zabić strach ISBN 83-05-11330-2

- Filmografia
  - 1980: Królowa Bona (scenariusz)
  - 1982: Epitafium dla Barbary Radziwiłłówny (scenariusz, wspólnie z Januszem Majewskim i Stanisławem Kasprzysiakiem)

## Ordery i odznaczenia
- Order Sztandaru Pracy I klasy
- Order Sztandaru Pracy II klasy (przed 1984)
- Krzyż Komandorski Orderu Odrodzenia Polski (przed 1984)
- Krzyż Oficerski Orderu Odrodzenia Polski (przed 1984)
- Krzyż Kawalerski Orderu Odrodzenia Polski (11 lipca 1955)[9]
- Krzyż Walecznych (dwukrotnie)[10]
- Warszawski Krzyż Powstańczy
- Medal 40-lecia Polski Ludowej (1984)[11]
- Medal 10-lecia Polski Ludowej (19 stycznia 1955)[12]
- Odznaka tytułu honorowego „Zasłużony dla Kultury Narodowej” (1986)[13]
- Medal Sejmu PRL (1984)[14]
- Złota odznaka „Za zasługi dla dziennikarstwa” (1985)[15]
- Złota odznaka honorowa „Za Zasługi dla Warszawy” (1970)[16]

## Nagrody
- 1971: Nagroda Literacka m.st. Warszawy[1]
- 1974: I nagroda w konkursie literackim na XXX-lecie PRL za powieść Babie lato
- 1975: Nagroda Prezesa Rady Ministrów
- 1976: Dyplom honorowy Związku Pisarzy ZSRR[17]
- 1977: nagroda I stopnia Ministra Kultury i Sztuki za całokształt twórczości
- 1978: nagroda indywidualna „Trybuny Ludu”[18]
- 1984: Nagroda im. Ludwika Waryńskiego w związku z ukazaniem się V wydania Ptasiego gościńca i Babiego Lata (nakładem Książki i Wiedzy)[19]
- 1986: Nagroda im. Włodzimierza Pietrzaka